# ミエライス
株式会社ミエライスは、三重県津市に本社を置く米穀製品専門の商社。

## 沿革
- 1960年 - 三重県食糧卸販売株式会社設立。
- 1969年 - 三重食糧ビル竣工、本社を置く。
- 1973年 - ミエライス精米センター久居工場竣工。
- 1987年 - 社名を株式会社ミエライスへ改称。CI導入。
- 1995年 - 三重県四日市市にミエライス物流センター竣工。
- 2004年 - ISO9001認証取得。
- 2005年 - 宅米サービス開始。四日市物流センター倉庫増設。
- 2014年 - 関東営業所開設。
- 2016年 - 精米HACCP 認定取得。
- 2022年 - 三重県SDGs推進パートナー登録制度に第1期登録。

## 主な拠点
- 本社・工場 - 三重県津市庄田町1957番地
- 関東営業所 - 東京都台東区台東1-14-7 B・ビレッヂ1ビル 2Ｆ
- 四日市物流センター - 三重県四日市市大矢知町1900-2

## CM
- テレビCMは東海地区（特に三重テレビ放送）に展開。
- 天気予報のスポンサーの場合は、天気予報を流す際に藤本房子が歌う「ミエライスの歌」がバックに流れる。主力商品である無洗米のCMの場合はバックの画像は工場内の映像が流れる。
- 過去には、イッポウ（CBCテレビ）で後半番組スポンサーについていた。